# Wojewódzkie Przedsiębiorstwo Komunikacyjne w Legnicy
Wojewódzkie Przedsiębiorstwo Komunikacyjne w Legnicy (WPK Legnica) – przedsiębiorstwo państwowe istniejące w latach 1975–1995, zajmujące się prowadzeniem transportu miejskiego i regionalnego na obszarze województwa legnickiego.

## Historia

### Geneza
W realiach gospodarki planowej w Polskiej Rzeczypospolitej Ludowej zasadniczo transportem drogowym zajmowała się Państwowa Komunikacja Samochodowa. W większych miastach i regionach przewozy były powierzane przedsiębiorstwom transportu miejskiego, podległym terenowym organom administracji państwowej.
Od 1945 roku na bazie przedwojennego przedsiębiorstwa obsługującego tramwaje w Legnicy powołano Miejskie Przedsiębiorstwo Komunikacyjne.
Już w latach 1911–1913 tramwaje docierały do Piekar Wielkich i Przybkowa. Równolegle z dostawami autobusów i likwidacją tramwajów zwiększano zasięg linii o miejscowości ościenne (Ulesie, Rzeszotary, Kunice, Bartoszów). W 1969 roku uruchomiono połączenia między Prochowicami a Legnicą i okolicznymi wsiami. W latach 1972–1973 wraz ze zniesieniem gromad, nowymi liniami połączono Legnicę ze wszystkimi ościennymi, nowo utworzonymi gminami (Miłkowice, Krotoszyce, Kunice, Legnickie Pole).
Administracja terenowa i partyjna powierzyły MPK, przemianowanemu na Międzypowiatowe Przedsiębiorstwo Komunikacyjne, transport miejski i regionalny w obrębie wznoszonego od 1962 roku Legnicko-Głogowskiego Okręgu Miedziowego. 1 kwietnia 1973 r. uruchomiono połączenia z Legnicy do Lubina i Polkowic. Numerowane linie obsługiwano czerwonymi autobusami miejskimi.
W ramach reformy administracyjnej w czerwcu 1975 roku utworzono województwo legnickie. Międzypowiatowe Przedsiębiorstwo Komunikacyjne zostało przemianowane na Wojewódzkie Przedsiębiorstwo Komunikacyjne w Legnicy.

### Struktura organizacyjna
Przedsiębiorstwo składało się z trzech zakładów:
- centrali w Legnicy,
- oddziału techniczno-eksploatacyjnego w Lubinie,
- oddziału techniczno-eksploatacyjnego w Głogowie[2].

W dyspozycji przedsiębiorstwa w latach 1980–1995 był ośrodek wypoczynku świątecznego w Rokitkach.

### Połączenia
Numeracja linii WPK była usystematyzowana. Numery z serii „czterdziestek” były przypisane trasom przebiegającym przez Lubin, a z serii „pięćdziesiątek” – przez Głogów. Niższe numery posiadały linie autobusowe związane z Legnicą.
Przedsiębiorstwo prowadziło linie komunikacyjne pomiędzy ośrodkami Legnicko-Głogowskiego Okręgu Miedziowego: Legnicą, Lubinem, Polkowicami i Głogowem oraz na obszarze ościennych gmin. Od lat 1978–1980 WPK powierzono prowadzenie linii łączących Legnicę z Jaworem i Złotoryją.
Do Głogowa istniała linia pospieszna „A”. Inne linie pospieszne funkcjonowały przejściowo do Jawora („J”) i Złotoryi („Z”). Mniej więcej w połowie lat 80. zrezygnowano z obsługi połączeń do Jawora i do Złotoryi liniami pospiesznymi „J” i „Z” zastępując je odpowiednio połączeniami zwykłymi – „14” do Jawora i „22” do Złotoryi. Połączenia do Jawora linią „14” wykonywane były przez autobusy Jelcz PR110U/M, Jelcz M11 i Ikarus 280. Pomimo dużego zainteresowania połączeniem ze Złotoryją dzięki linii „22” bardzo szybko zrezygnowano z jej obsługi autobusami przegubowymi Ikarus 280 z uwagi na problemy z zawracaniem na zbyt małej pętli przy Szpitalu w Złotoryi. Od tego czasu linia „22” była obsługiwana wyłącznie autobusami Jelcz PR110U/M i Jelcz M11.
Przedsiębiorstwo rozwijało linie miejskie wewnątrz obsługiwanych miast, w miarę wznoszenia nowych osiedli mieszkaniowych.
Linie obsługiwane przez legnicką centralę WPK (wg danych z 1990 roku): 
1 – Dworzec PKP – Huta Miedzi
2 – Poznańska (Chłodnia) – Osiedle Piekary (ul. Śląska)
3 – Trójbaza (ul. Jaworzyńska) – Jaworzyńska – Plac Słowiański – Witelona – al. Piłsudskiego – Sudecka – Sikorskiego – Osiedle Piekary (Śląska)
4 – Ulesie – Szczytnicka
5 – Domejki – al. Rzeczypospolitej
6 – Dworzec PKP – Miłkowice
7 – Domejki – Pątnów
8 – Poznańska (Chłodnia) – Osiedle Piekary (ul. Iwaszkiewicza)
9 – Dworzec PKP – Legnickie Pole (przez Bartoszów i Kłębanowice)
10 – Dworzec PKP – Prochowice
11 – Dworzec PKP – Miłkowice (przez Dobrzejów i Grzymalin)
12 – Dworzec PKP – Krotoszyce
12 bis – Dworzec PKP – Polowice
13 – Piątnica – Wielogórska
14 – Dworzec PKP – Jawor
15 – Huta Miedzi – Osiedle Piekary (ul. Śląska)
16 – Dworzec PKP – Legnickie Pole (przez Nową Wieś Legnicką)
17 – Dworzec PKP – Legnickie Pole (linia w dni wolne od pracy, okólna – przez Bartoszów, Kłębanowice, Nową Wieś Legnicką),
18 – Jagiellońska – Osiedle Piekary (ul. Iwaszkiewicza)
19 – Dworzec PKP – Janowice Duże
20 – Dworzec PKP – Legnickie Pole (przez Ogonowice)
21 – Poznańska (Chłodnia) – Grzybiany
22 – Dworzec PKP – Złotoryja (Hoża)
23 – Domejki – Osiedle Piekary (ul. Iwaszkiewicza)
24 – Domejki – Osiedle Piekary (ul. Iwaszkiewicza)
25 – Dworzec PKP – Krotoszyce
40 – Osiedle Kopernika – Lubin (Osiedle Polne)
45 – Osiedle Kopernika – Polkowice
A – Osiedle Kopernika – Głogów (dworzec)

### Tabor
Przedsiębiorstwo otrzymywało po roku 1975 zarówno typowe autobusy miejskie, jak również pewną liczbę autobusów regionalnych kierowanych m.in. na linie pospieszne:
- Jelcz 043[9],
- Jelcz 272 MEX[8][9],
- Jelcz 021[8][9],
- Autosan H9[9],
- Karosa[2][9],
- Jelcz PR110[8][9],
- Jelcz M11[8][9],
- Ikarus 280[8][9],
- Jelcz 120M[8][9].

Numeracja pojazdów (tzw. numery boczne) była jednolita dla całego przedsiębiorstwa.
Autobusy:
- Jelcz 043, Jelcz 272 MEX i Jelcz 021 posiadały numerację taborową od 201 wzwyż,
- Autosan H9 – numerację taborową od 301 wzwyż,
- Jelcz PR110U/I/IL/M – numerację taborową od 601 do 751,
- Ikarus 280.26 – numerację taborową od 1001 do 1061 i od 1063 do 1068,
- Ikarus 280.58 – numer taborowy 1062,
- Jelcz M11 – numerację taborową od 2001 do 2048 i od 2053 do 2073,
- Jelcz L11 – numerację taborową: 2049/1, 2050/2, 2051/3 i 2052/4,
- Jelcz 120M – numerację taborową: 3000–3004.

Napraw głównych autobusów dokonywano przeważnie w: Komunalnym Przedsiębiorstwie Naprawy Autobusów w Słupsku (KAPENA), Jelczańskich Zakładach Samochodowych w Jelczu-Laskowicach, Lubelskich Zakładach Naprawy Samochodów (LZNS) w Lublinie, Przedsiębiorstwie Usług Technicznych Komunikacji Miejskiej „Jamna-Bus” w Mikołowie, Kujawskich Zakładach Naprawy Samochodów w Solcu Kujawskim (KZNS) i w prywatnym przedsiębiorstwie naprawy autobusów – „Kumex” w Niechlowie.
W szczytowym okresie, w 1984 roku, WPK posiadało jednocześnie 244 pojazdy.

### Likwidacja
Ustawa z 8 marca 1990 r. przywracająca w ramach transformacji ustrojowej w Polsce samorząd terytorialny zobowiązała gminy do przejęcia publicznego transportu zbiorowego jako jednego z zadań własnych. Władze województwa legnickiego, wobec rozbieżnych planów zarządów miast, w których znajdowały się centrala i oddziały WPK, zadecydowały o podziale i komunalizacji przedsiębiorstwa. 9 kwietnia 1995 roku oddział w Głogowie został wyodrębniony do spółki pn. „Komunikacja Miejska”. Aktem notarialnym z 18 grudnia 1995 roku przekształcono centralę WPK w Miejskie Przedsiębiorstwo Komunikacyjne w Legnicy.
Wojewódzkie Przedsiębiorstwo Komunikacyjne w Legnicy było ostatnim funkcjonującym przedsiębiorstwem tego typu w Polsce.

### Stan po likwidacji WPK
Układ komunikacji zbiorowej Legnicko-Głogowskiego Okręgu Miedziowego uległ dezintegracji. Część linii zamiejskich z Legnicy prowadziło Miejskie Przedsiębiorstwo Komunikacyjne w Legnicy, stopniowo likwidując trasy w miarę spadku zainteresowania ze strony samorządów ościennych gmin. Z sieci dawnego WPK pozostała linia nr „10” do Prochowic. Na wszystkie trasy międzymiastowe w LGOM wkroczyli prywatni przewoźnicy drogowi, obsługujący połączenia mikrobusami oraz przedsiębiorstwa powstałe z komercjalizacji PKS.
Po roku 2012 niektóre samorządy byłego województwa legnickiego zdecydowały się na powrót do organizowania wspólnego transportu zbiorowego. Przywrócono połączenia autobusami miejskimi łączące m.in. Legnicę z Ulesiem, Lubin ze Ścinawą, Głogów z Jerzmanową, realizowane przez operatorów obsługujących współcześnie miasta.